# Henin Communal Cemetery Extension
Henin Communal Cemetery Extension is een begraafplaats gelegen in de Franse plaats Hénin (Pas-de-Calais). De militaire graven worden onderhouden door de Commonwealth War Graves Commission.
De begraafplaats telt 175 geïdentificeerde Gemenebest graven uit de Eerste Wereldoorlog.